# 須賀町 (新宿區)
須賀町（日语：／ Sugachō */?）是東京都新宿區的一個町。2013年8月1日為止的人口為1,263人。未實施住居表示，不設丁番。郵遞區號為 160-0018。

## 地理
位於新宿區東南部。北鄰四谷三丁目。須賀町大部分位在台地上、東部與東南部接新宿區若葉的谷地，南連信濃町，西通左門町。
町域西南端一角接續外苑東通，其他大部分地區都在巷弄內。此外，町域南部的戒行寺坂至外苑東通沿線有多間寺院。町內主要以住宅地為主。

## 歷史

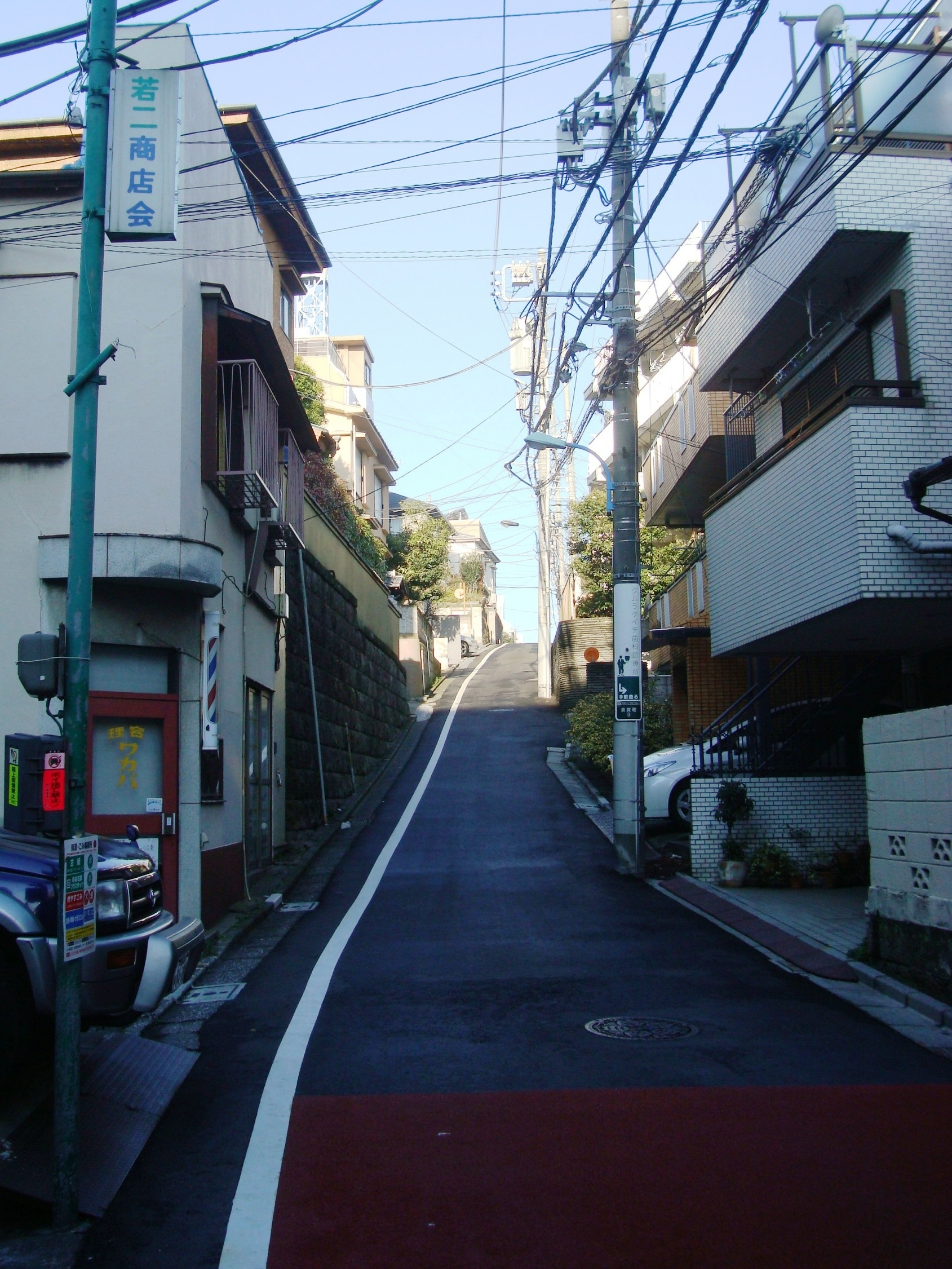
戒行寺坂

1878年（明治11年）11月，四谷區成立，此地為「四谷須賀町」，1911年（明治44年）去掉四谷冠稱，為「須賀町」。1943年（昭和18年）南寺町（明治44年以前稱「四谷南寺町」）編入須賀町，町域擴大。
1947年（昭和22年），四谷區廢除，新宿區成立，為新宿區須賀町。
行政區劃的變遷
- 1868年（明治元年）9月 - ：　東京府
- 1878年（明治11年）11月 - ：　東京府四谷區
- 1889年（明治22年）5月 - ：　東京府東京市四谷區
- 1943年（昭和18年）7月 - ：　東京都四谷區
- 1947年（昭和22年）3月 - ：　東京都新宿區

### 地名由來
地名來自町域內的須賀神社。

## 交通
町域內沒有鐵路車站，可利用地下鐵丸之內線四谷三丁目站與JR中央、總武線信濃町站。

### 戒行寺坂
戒行寺坂（かいぎょうじざか）是起始於須賀町9番日蓮宗戒行寺前，往東邊的若葉二丁目（過去的鮫河橋谷町）延伸的下坡道。戒行寺的的對向有曹洞宗宗福寺，坡下過去曾稱作「戒行寺谷」。
坂名來自坂上的戒行寺（『御府内備考』），此外也有「油揚坂」的別名，傳聞此地有間豆腐店，以油炸豆腐皮[（油揚げ）聞名（『新撰東京名所圖會』）。除此之外，此地還有個會來買豆腐的東福院豆腐地藏的傳說。

## 設施

### 寺院

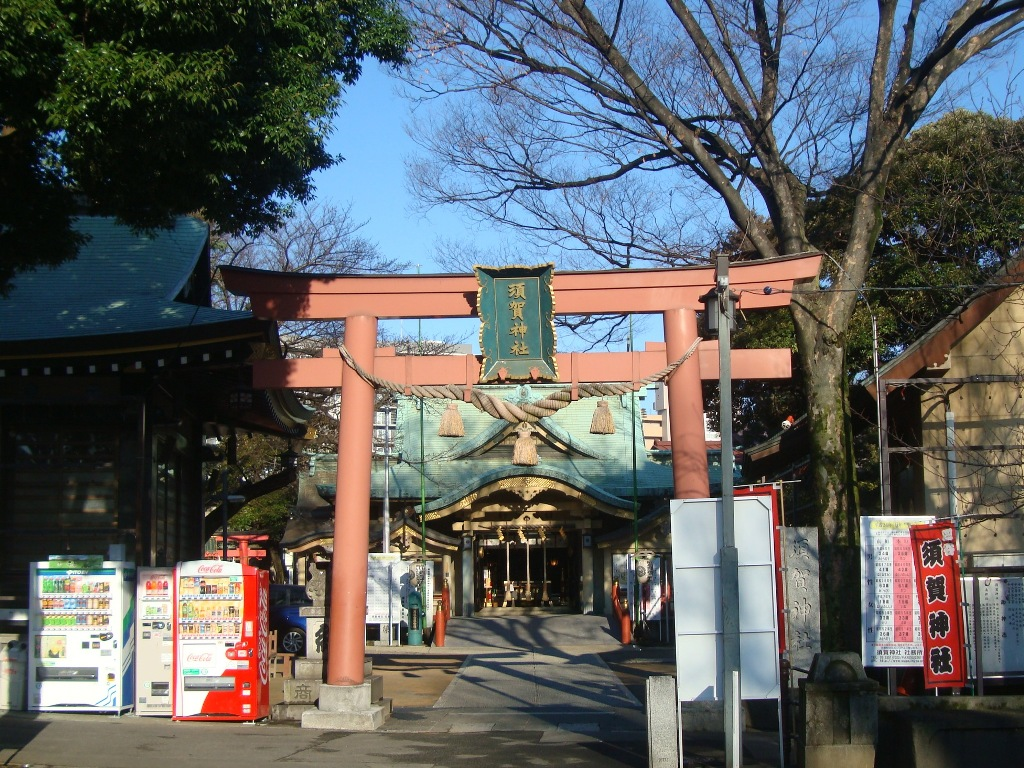
須賀神社

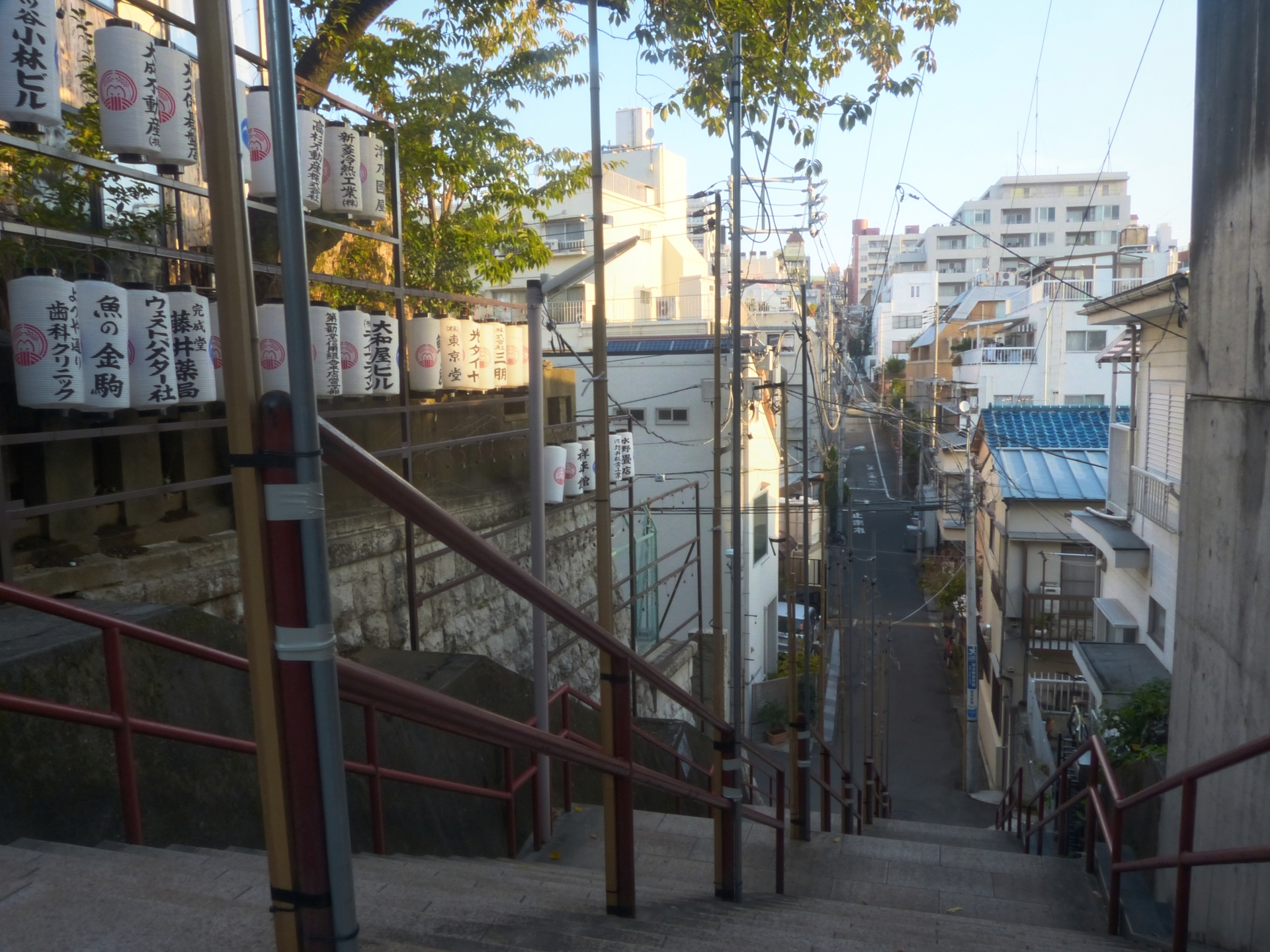
須賀神社石段

- 本性寺
- 法恩寺
- 松巖寺
- 永心寺
- 西應寺
- 宗福寺
- 一燈寺
- 戒行寺

### 神社
- 須賀神社　-　四谷總鎮守

### 其他
- 丸正Chain商事本社　-　總本店在四谷三丁目新宿通上

## 備註
1. ↑  『角川日本地名大辞典 13　東京都』、角川書店、1991年再版、P874
2. ↑  .   [2013-08-09]. （原始内容存档于2014-08-19）.
3. 1 2 3  「戒行寺坂」　石川悌二　『江戸東京坂道辞典コンパクト版』（新人物往来社）　平成15年9月20日発行
4. 1 2  『戒行寺坂』　平成18年2月に新宿區教育委員会が設置した道路標識

## 外部連結
- 新宿區役所 （页面存档备份，存于）